# John Reed King
John Reed King (ur. 25 października 1914 w Wilmington, zm. 8 lipca 1979) – amerykańska osobowość telewizyjna.

## Wyróżnienia
Posiada swoją gwiazdę na Hollywoodzkiej Alei Gwiazd.